# Carmen Amaya

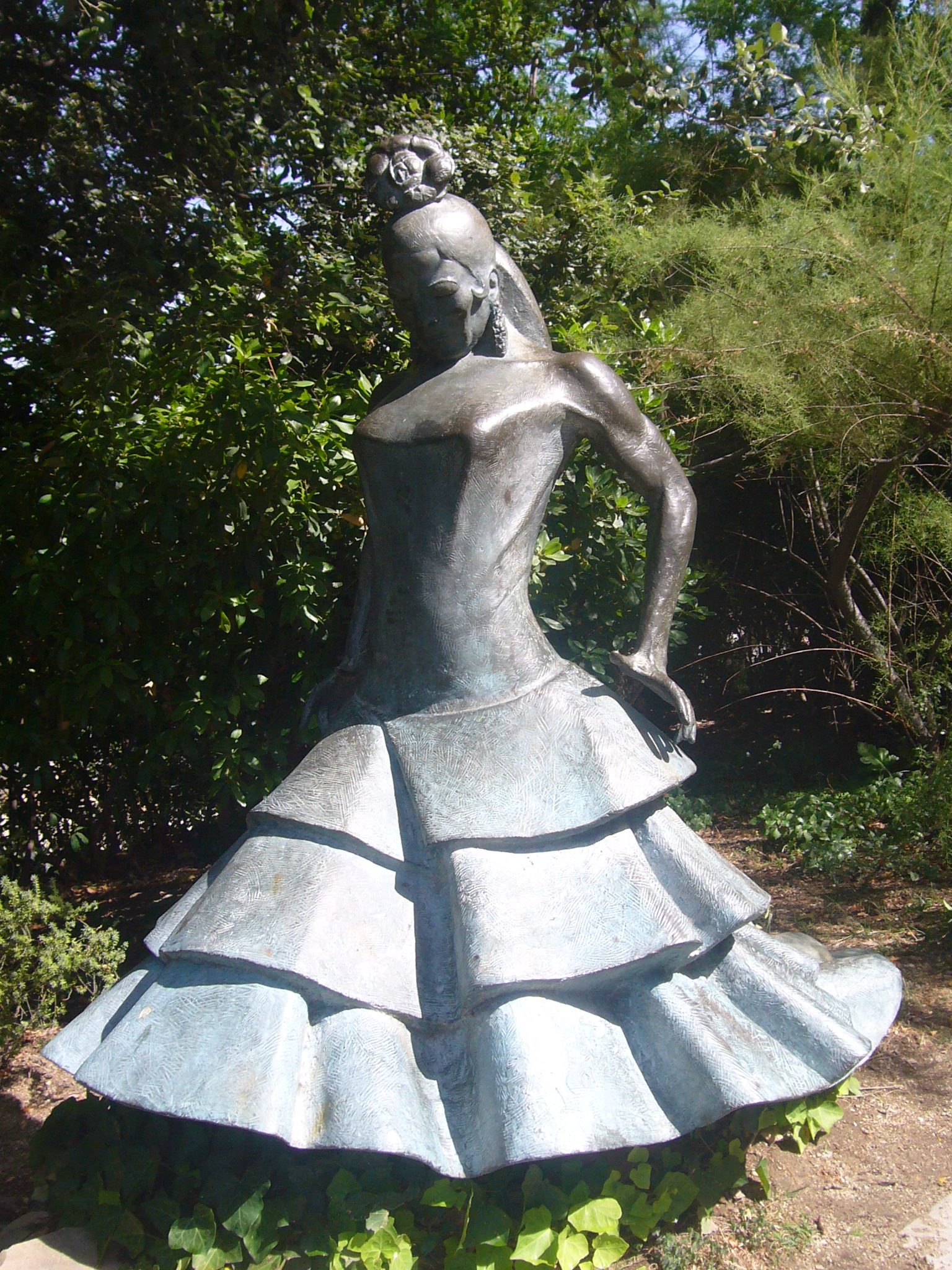
Carmen Amaya, Jardins de Joan Brossa, Barcelona

Carmen Amaya (Barcelona, 2 november 1913 – aldaar, 19 november 1963) was een Spaans flamencodanseres, flamencozangeres en filmactrice. Ze wordt algemeen beschouwd als een van de beste flamencodanseressen ooit en haar bijdrage in de ontwikkeling en emancipatie van de flamenco was zeer groot.
Carmen Amaya werd geboren op 2 november 1913 op het strand van Ciudad Condal (Somorrostro, wijk van Barcelona). Haar uitgebreide familie stamt af van de antieke Chavori e Baraje stam, waarvan de wortels tot in India teruggaan.
Haar vader was Francisco Amaya El Chino. Haar tante was Juana La Faraona. Zij was de zus van Paco, Leonor, María, Antonio en Antonia Amaya, die allen roem als (flamenco)artiest verwierven. Ook veel bekende (hedendaagse) Spaanse gitano (Spaanse zigeuner) artiesten komen uit deze Chavori e Baraje familie voort, zoals José Monje Cruz, Raimundo Amador, Pepe Habichuela, de Carmona broers (Ketama) en vele anderen.
Carmen Amaya stierf, net 50 jaar oud, op 19 november 1963 in Bagur te  Barcelona aan een infectie van haar luchtwegen en een ontsteking van haar nieren.

## Biografie
Vanaf het moment dat ze kon lopen nam haar vader Carmen mee om te dansen in de lokalen waar hij zelf optrad. Haar officiële eerste optreden als zesjarige bailaora was in restaurant Les Set Portes (De Zeven Deuren) in Barcelona. Snel werd haar bijzondere gave opgemerkt, en werd er in de pers bijzondere aandacht aan haar als fenomeen besteed. Vooral haar "onbeschrijfelijke vitaliteit en pure ziel, haar vleselijke emotie, alles spontaan zonder enig bestudeerde dramatiek, waarmee ze in een brutale en ongelofelijke precisie, blootsvoets, danste, maakten haar onweerstaanbaar.".
Dit temperament maakte ook dat ze veel eiste van haar begeleiders. Zo kwam ze aan haar bijnaam La Capitana (de kapitein).
Er volgden veel optredens in Barcelona en omgeving. In 1923 trad ze voor het eerst in Madrid, Palacio de la Música, op. Eén jaar later was ze lid van het gezelschap van Manuel Vallejo, en toerde door alle steden van de provincie. Na terugkomst in Barcelona danste ze in diverse locaties (het Teatro Español en de Colmao Villa Rosa.)
Tijdens de Wereldtentoonstelling in Barcelona van 1929-1930 trad ze - 15 jaar oud - dansend en zingend op voor de Spaanse koning Alfonso XIII in het Spaanse Huis van de Wereldtentoonstelling. Het gebouw waar ze toen optrad heet sinds 1988 Tablao de Carmen. Gedurende de hele periode van de tentoonstelling bleef ze optredens verzorgen in het Palacio de Congresos, waar vele duizenden mensen haar zagen optreden.
Vanaf begin 1930 had ze een contract bij Carcelle en werkte ze kriskras door Spanjes grote steden, tot ze in Madrid in het groots opgevoerde spektakel "Luisita Esteso" in het 'Coliseum', optrad (1935). In datzelfde jaar speelde ze in de film La hija de Juan Simón. Kort erna volgde de film Don Viduo de Rodríguez (1936).
Na het beëindigen van deze opnamen ging ze weer toeren. Ze was in Valladolid toen de Spaanse burgeroorlog uitbrak, vanwaar ze linea recta naar Lissabon vertrok. Hier trad ze op onder begeleiding van haar vader en de pianist Manuel García Matos.
Vervolgens trok ze naar Buenos Aires, waar ze verbleef van 1937 tot 1940. Ze debuteerde hier in het gezelschap van Ramón Montoya y Sabicas, in het Teatro Maravillas, waar ze een enorme opwinding teweegbracht. Met Sabicas had ze een veelbesproken liefdesrelatie, die lange tijd af en aan ging. Na hier een jaar te hebben opgetreden werd dit hun uitvalsbasis om elders in Argentinië, maar ook in Uruguay, Brazilië, Chili, Colombia, Venezuela, Cuba en Mexico op te treden. Dit deed ze met haar groep, waaronder een aantal van haar familieleden. Ze maakte in Argentinië enige films met Miguel de Molina.
In 1941 ging ze naar New York waar ze in de Carnegie Hall optrad. President Roosevelt nodigde haar uit in het Witte Huis. Ze stond op de cover van "Life" magazine en ze werd prijzend bewonderd door Toscanini en Stokowsky, terwijl 20.000 mensen haar in de Hollywood Bowl met het Philhamonic Orchestra in een versie van De Falla's "El amor Brujo" zagen optreden.
In Hollywood trad ze tussen 1942 en 1945 in 8 films op (o.a.: Sueños de gloria, Piernas de plata, Vea a mi abogado, Carmen Amaya y sus muchachos, Las amarguras de un torero, El sombrero de Paraná; Sigan al chico, Los amores de un torero (1945). Ook werden hier haar eerste plaatopnamen opgenomen. Al deze jaren had ze als vaste begeleider Sabicas.
Carmen keerde in 1947 naar Spanje terug, dat ze 11 jaar eerder als berooid vluchtelinge verliet. Nu was ze een wereldster. Haar eerste optreden na haar terugkeer was in Madrid (Teatro Madrid) met het programma Embrujo español.
Andere Europese optredens volgden: Parijs (Théatre des Champs Elysées, 1948) en Londen, waar ze aan koningin Elisabeth werd voorgesteld. Ze bleef de wereld bereizen; bezocht Europese landen, Noord- en Zuid-Amerika, Afrika. Ook deed ze diverse theaters in Nederland aan. Vervolgens vertrok ze weer naar Mexico en New York, Zuid-Afrika en ging ze terug naar Argentinië (1950). Hierna kwam ze weer terug naar Europa. Nogmaals in Londen was er weer een ontmoeting met de Engelse koningin en verschenen ze gezamenlijk op een foto in de pers met het onderschrift: «Dos reinas frente a frente» (Twee koninginnen naast elkaar). De volgende jaren bleef ze alle grote steden van Europa bezoeken.
Vanaf eind jaren 40 had ze een verhouding met Juan Antonio Agüero, een payo (niet-zigeuner) flamencogitarist. Zij trouwden op 19 oktober 1951 in de kerk Santa Mónica in Barcelona.
In 1963 maakte ze haar laatste film La Historia de los Tarantos. Haar laatste optreden was in Málaga. In de trein terug naar Barcelona liep ze een infectie van de luchtwegen op. Ze overleed in het bijzijn van Juan Antonio in hun huis in Bagur, aan een nierontsteking.
Nadat de doodstijding van Carmen Amaya onder de gitanos van haar geboorteplaats Somorrostro bekend werd, werd er ter harer ere de hele nacht non-stop gedanst en gezongen. Ook kwamen talloze berichten van deelneming van overal uit de wereld.
Zij werd begraven op het Cementiri del Sud-Oest op de Montjuïc in Barcelona.

### Alsbailaora
Carmen was een ras bailaora (flamenco-danseres),
een met een summum aan natuurlijke expressie, die men tegenwoordig te vaak overgeacteerd ziet. Ook haar 'dansacrobatiek' was buitengewoon. De straat, de familie en haar gitano bloed was waar ze haar dans leerde. Amaya staat aan het begin van de revolutie van de flamencodans.
Carmen Amaya was de eerste die, in vrouwelijke mannenkleding, voorheen typische mannelijke dansen danste. Haar bijdrage in de ontwikkeling en emancipatie van de flamenco was zeer groot. Mogelijk was haar bijdrage aan de mondiale verspreiding van de flamenco nog groter.
Haar artisticiteit was ook het middel om de armoede te ontstijgen (als men nog steeds vaak ziet bij gitano-artiesten) en historische figuren te ontmoeten als de koningin van Engeland, Churchill of president Roosevelt. Het was ook een manier om overal ter wereld het succes te ontvangen: London, New York, Parijs, Buenos Aires, waar zelfs een theater naar haar vernoemd werd: Teatro Amaya, ...

### Alscantaora
Naast haar bailaora kant was Carmen ook een uitstekende cantaora (flamencozangeres). Aanvankelijk dacht haar vader Francisco Amaya "El Chino", dat zij beter op haar plaats was als cantaora dan bailaora.
Haar stem had een zekere schorheid en donkerte (voz racho), zeer gitano (vandaar de naam: voz gitano). Een goed idee van haar zang kan men krijgen via de plaatopnamen, waarvan er overigens maar weinig zijn!

### Filmactrice
In al haar films laat Carmen Amaya zien wat een adembenemende bailaora zij was. Beperkten haar bijdragen zich aanvankelijk tot kleinigheden en dansen, van lieverlee werd haar aanwezigheid in de film prominenter. Haar laatste film, kort voor haar overlijden gemaakt, "Los Tarantos" (Rovira Beleta, 1963), is haar ultieme gift en artistieke testament. Het is een Romeo-en ---Juliaverhaal dat speelt in de eerste helft van de 20e eeuw, gelokaliseerd in het armetierige gebied waar Amaya is geboren: de wijk Somorrostro in Barcelona.
De families "Montague" en "Capulet" werden vervangen door de "Tarantos" en de "Zorongos", twee rivaliserende gitanos-families wier kinderen hun eeuwige liefde voor elkaar met hun bloed bezegelen.

## YouTube
- Uit: "Maria de la O" 1939
- Uit: "El granizo sobre los cristales", Documentaire van David Prats
- Baille Carmen Amaya. Uit: "El granizo sobre los cristales"
- Uit: El Embrugo del Fandango – 1937
- Uit: Sigan al Chico

## Foto's
De mooiste plaatjes van Carmen Amaya.

## Discografie
- "En Familia - Carmen Amaya"; Cantaores de Epoca. Opnamen gemaakt tussen 1940 en 1950
- La herencia de la sangre (Dro, 1989)
- Cantes de la campiña, bahía y sierra (1990)
- "Carmen Amaya" La Reina del Sacromonte Alfa Records (1991)
- "Carmen Amaya" Chant du Monde (1996)
- Cosa natural (Flamenco vivo, 1997)
- "Carmen Amaya" Grabaciones Discos Pizarra año 1948- 50 Slate Records (2008)
- "La reina del embrujo gitano - Carmen Amaya" cd / dvd / Boek

## Films
- 1935 - La Hija de Juan Simón (J.L.Sáenz de Heredia & N.M. Sobrevila, Spanje)
- 1936 - Don Viduo de Rodríguez (G. Mihura, Spanje)
- 1939 - María de la O (Francisco Elías, USA)
- 1942 - Aires de Andalucía (J. Luis Cabezas, Spanje(?)
- 1942 - Maravilloa del toreo (Rafael Sevilla, Mexico)
- 1942 - Seda, sangre y sol (Silk, Blood and Sunshine; Fernando Rivero, Mexico)
- 1942 - El sombrero de Paraná (Panama Hattie; Harry Joe Brown, USA)
- 1944 - Piernas de plata (Knickerbocker holiday; Harry Joe Brown, USA)
- 1944 - Sigan al chico (Follow the boys of ook wel Cheers for the boys; A. Edward Sutherland, USA)
- 1944 - Sueños de gloria (Dreams of Glory; Harry Joe Brown, USA(???)
- 1944 - Carmen Amaya y sus muchachos (Carmen Amaya and her troupe; ??? )
- 1945 - Los Amores de un Torero (José Díaz Moralez, Mexico)
- 1945 - Vea a mi abogado (See my lawyer; Edward F. Cline, USA)
- 1945 - Quand te tues-tu? (Émile Couzinet, Frankrijk)
- 1954 - Castrito y la Lámpara de Aladino Dringue (La Lampara de Aladino; Luis Moglia Barth, opgenomen in Buenos Aires)
- 1958 - Música en la Noche (Tito Davidson, Mexico)
- 1963 - La Historia de los Tarantos (Los Tarantos; Rovira Beleta, Spanje)
- 1945 - Esta es su vida tv-uitzending (Eugenio Pena, Spanje)
- 1945 - Esta es su vida - episode 3 april 1963 tv-uitzending (Frederico Gallo, Spanje)
- 1975 - Canciones de Nuestra Vida (Eduardo Manzanos Brochero, Spanje)
- 1988 - Gypsy Heart (Corazón Gitano)
- 2003 - Queen of the Gypsies (Jocelyn M. Ajami, USA)
- 2009 - Premis Gaudí de l'Acadèmia del Cinema Català (Joel Joan, Spanje)

### Korte films
- El embrujo del fandango
- Danzas gitanas